# Miloš Crnjanski
Miloš Crnjanski (i Sverige även Milos Tsernjanski, född 26 oktober 1893 i Csongrád, Ungern, död 30 november 1977 i Belgrad, var en serbisk författare.
Crnjanski arbetade som lärare och tidskriftsredaktör innan han påbörjade sin diplomatiska bana vid Jugoslaviens ambassad i London. 1965 återvände han till Belgrad. Han debuterade 1920 med diktsamlingen Lirika Itake.